# 関市民球場
関市民球場（せきしみんきゅうじょう）は、岐阜県関市にある野球場。施設は関市が所有している。1977年（昭和52年）開設。
河上薬品商事が命名権を取得しており、名称を「河上薬品スタジアム」としている。

## 概要
高校野球などアマチュア野球公式戦が行われている他、プロ野球では中日ドラゴンズ主催のウエスタン・リーグ（二軍）公式戦が不定期で開催される。
中池公園の中の施設の一つになっており、申し込み先は関市の運動公園課中池公園事務所（少年自然の家、勤労青少年ホーム）となっている。関市中池公園野球場と呼ばれることもある。

## 施設概要
- 敷地面積：18,000㎡
- 建築面積：1,486.59㎡
- 延床面積：2,491.66㎡
- 構造：鉄筋コンクリート造 地上2階建
- 両翼：98m、中堅：122m
- 内野：土、外野：人工芝
- 観客席：（バックスタンド）1,156席
- 観客席：（内野スタンド）1,040席
- スコアボード：2004年3月より電光式
- 照明設備：なし

## 交通
- 岐阜バス
  - 「倉知線」「関武儀線」「高野線」「関鵜沼線」で中池公園口バス停下車、徒歩12分。
- 関市内巡回バス（デマンドバス）
  - わかくさ・富野線で東黒屋バス停下車、徒歩12分。
- 長良川鉄道関口駅より約3km。